# Богачевская-Хомяк, Марта Даниловна
Ма́рта Дани́ловна Богаче́вская-Хомя́к (англ. Martha Bohachevsky-Chomiak; род. 1938, Сокаль, Галиция (ныне Львовская область), СССР) — украинский и американский историк, исследователь украинского женского движения, общественный деятель. Член Научного общества им. Т. Шевченко, Американского исторического общества.

## Биография
Родилась 24 июня 1938 года в городе Сокаль, Львовская область, Украина.
С конца 1940-х годов находилась в США, окончила колледж в Нью-Йорке. В 1960 году получила степень бакалавра в Пенсильванском университете, в 1961 году — степень магистра в Колумбийском университете. Изучала восточно-европейскую историю, специализировалась по истории Российской империи. В 1968 году защитила докторскую диссертацию по истории русской философской мысли 2-й половины XIX века.
Преподавала историю в университетах Нью-Йорка, Вашингтона, штата Нью-Джерси, в Гарвардском и Киевском университетах и Киево-Могилянской академии. Директор Программы академических обменов им. Фулбрайта, профессор университета Джорджа Вашингтона. За научные достижения получила премии имени Барбары Гёлди Ассоциации славистики США (1988) и Фонда Емельяна и Татьяны Антонович (1990). Вице-президент союза украинок Америки.

## Сочинения
- Feminists Despite Themselves: Women in Ukrainian Community Life, 1884—1939. Edmonton, 1988.
- Дума України — жіночого роду. К., 1993.
- Богачевська М. Білим по білому: Жінки у громадському житті України 1884—1939. — К.: Либідь, 1995. — 424 с.
- Богачевская-Хомяк М. Национализм и феминизм // Дайджест теоретических материалов информационного листка «Посиделки» 1996—1998 гг. — Санкт-Петербург, 1998. — С. 44-47.
- Богачевська Марта. Націоналізм та фемінізм — одна монета спільного вжитку // Незалежний культурологічний часопис. — Ч. 17. — Львів, 2000. — С. 4-13.
- Богачевська М. Сміх і жах еміграції, внутрішньої та звичайної // Критика. — 2003. — Ч. 11. — С. 27-28.
- Богачевська-Хомяк Марта. Национализм и феминизм // Гендерные исследования: Феминистская методология в социальных науках. Материалы 2-й междунар. летней школы по гендерным исследованиям. — Харьков, 1998. — С. 150—160.